# Cistus matritensis
Cistus matritensis là một loài thực vật có hoa trong họ Nham mân khôi. Loài này được Carazo Roman & Jiménez Alb. mô tả khoa học đầu tiên năm 1993.